# High-King
High-King 隸屬於Hello! Project旗下的團體之一。
應援2008年8月上演、由早安少女組｡和寶塚歌劇團合作的音樂劇的特別團體。

## 主要成員
- 田中麗奈 (  )（隊長）[2]
- 高橋愛（ 隊長）
- 清水佐紀（Berryz工房 隊長）
- 矢島舞美（℃-ute 隊長）
- 前田憂佳（S/mileage）

## 簡歷
2008年
- 4月19日 - 在 Hello! Project 官方網站上宣布正式成立。
- 6月11日 - 的應援歌『C＼C』發行。

2009年
- 7月 - 在早安家族翻唱專輯中演唱「Diamonds」一曲。

## 作品

### 單曲
1.C＼C(シンデレラ＼コンプレックス)（2008年6月11日）

### 專輯
- （2008年12月10日）
- （同上）
- （2009年7月15日。「DIAMONDS」<。）
- （2009年12月2日。DESTINY LOVE。）

## 演出

### 電視
- （2008年6月15日）
- MUSIC JAPAN（2008年6月）
- （2008年7月4日）

## 連結
- 早安家族台灣私設歌迷俱樂部 - 新聞
- High-King - 早安族譜- 早安家族私設＠台灣